# Batalla de Menashi-Kunashir
La batalla  (también llamada rebelión o guerra) de Menashi-Kunashir fue una batalla librada en 1789 entre los ainu y los japoneses en la península de Shiretoko en el Hokkaidō nororiental. Empezó en mayo de 1789 cuándo los ainu atacaron a los japoneses de la isla de Kunashir y partes del distrito de Menashi así como en el mar. Más de 70 japoneses fueron asesinados. Los japoneses, por su parte, ejecutaron a 37 ainu identificados como conspiradores y arrestaron a muchos otros. Las razones de la revuelta no están enteramente claras, pero  se cree que incluyen la sospecha de que los japoneses  proporcionaron sake a los ainu como parte de una ceremonia de lealtad, así como otros comportamientos reprobables por parte de comerciantes japoneses.
La batalla es el tema principal de Majin no Umi, una novela para niños de Maekawa Yasuo que recibió el premio de la asociación japonesa de escritores para niños de 1970.
Un revuelta similar contra la influencia japonesa en la isla de Yezo fue la rebelión de Shakushain entre 1669 y 1672.